# 樋口俊一
樋口 俊一（ひぐち としかず、1951年10月5日 - ）は、日本の政治家、実業家。大阪市出身。
東京都議（1期）、参議院議員（1期）、衆議院議員（1期）などを歴任。実父はヒグチ産業創業者の樋口俊夫。

## 経歴
追手門学院中学校・高等学校を経て、北里大学薬学部卒業。1974年に家業のヒグチ産業株式会社（大阪府東大阪市）に入社し、1990年に代表取締役社長を継ぐ。
1993年の東京都議会議員選挙に日本新党公認で立候補し、初当選。1996年の第41回衆議院議員総選挙に東京7区から新進党公認で立候補したが、自由民主党の粕谷茂に1万5,000票差で敗れる。
1998年の第18回参議院議員通常選挙に比例区から民主党公認で立候補し、落選。2004年1月、江本孟紀が大阪府知事選挙立候補により参議院議員を退職となり、欠員補充で繰上当選したが、同年7月の第20回参議院議員通常選挙で落選。
2009年8月の第45回衆議院議員総選挙に比例近畿ブロック単独で立候補し、初当選。2011年8月の民主党代表選において鹿野道彦農林水産大臣の推薦人を務め、鹿野グループの結成に参加したが、鹿野が樋口の公設第一秘書を秘書の身分のまま農水省顧問に任命していたことが批判され、李春光事件の追及へと発展した。2012年7月、民主党大阪府第13区総支部長に内定し、同年12月の第46回衆議院議員総選挙に大阪13区から立候補したが、比例復活もならず落選し、供託金没収。
2013年6月19日に日本医薬品登録販売者協会（日登協）会長に就任し、同年10月に民主党大阪府第13区総支部長を退任した。
2016年7月の第24回参議院議員通常選挙に比例区からおおさか維新の会公認で立候補し、落選。

## 役職
- 日本チェーンドラッグストア協会副会長

## 著作リスト

### 博士論文
- 『血液生化学検査値の身体活動指標としての評価に関する研究』（博士(薬学)、乙第6268号、大阪大学、1994年）[8]